# گوگردکافت
گوگردکافت یا تیولیز (به انگلیسی: Thiolysis) فرآیندی شیمیایی است که طی آن یک ترکیب تیول (R-SH) به دو ترکیب جدید تجزیه می‌شود. این فرآیند مانند فرآیند آبکافت است با این تفاوت که در آن از یک تیول به جای مولکول آب استفاده شده است.

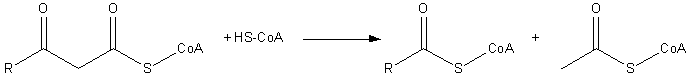
مثالی از فرآیند گوگردکافت که در آن تیول CoA-SH است.